# Mammona (klacz)
Mamona (ur. 1 stycznia 1939, zm. styczeń 1961) – klacz czystej krwi arabskiej z polskiej hodowli Stadniny Koni w Janowie Podlaskim. Córka ogiera Ofira i klaczy Krucica. 

## Historia
Wywieziona przez Rosjan w 1939 do stadniny koni arabskich w Tiersku (Mineralne Wody, Kraj Stawropolski, ZSRR), była wybitną matką w tamtejszej stadninie (wyhodowała tam od 1943 18 źrebiąt). Mamona jest założycielką dynastii, z której wywodzi się dziś większość rosyjskich koni arabskich. Zagarnięte konie z Janowa stanowiły ponad 60% matek stadniny w Tiersku.